# Norberto Araujo
Norberto Araujo (Rosario, 13 ottobre 1978) è un ex calciatore argentino naturalizzato ecuadoriano, di ruolo difensore.

## Carriera

### Nazionale
Nel 2011, anno in cui è stato anche convocato per la Coppa America, ha giocato 3 partite con la nazionale ecuadoriana.

## Palmarès

### Club

#### Competizioni nazionali
- Campionato ecuadoriano: 2

LDU Quito: 2007, 2010

#### Competizioni internazionali
- Coppa Libertadores: 1

LDU Quito: 2008
- Coppa Sudamericana: 1

LDU Quito: 2009
- Recopa Sudamericana: 2

LDU Quito: 2009, 2010